# Sunny Lane
Sunny Lane (Georgia, 2 marzo 1980) è un'attrice pornografica, modella ed ex pattinatrice statunitense.

## Biografia
Nasce in Georgia, ma passa in Florida quasi la sua intera vita. Trascorre la sua infanzia come pattinatrice su ghiaccio ed arriva anche a concorrere al livello nazionale, ma a 16 anni un incidente avuto in automobile la costringe ad abbandonare la sua passione. Ristabilitasi, prende in considerazione una rivalutazione delle sue aspirazioni.
Decide in seguito di rimanere nel settore dell'intrattenimento. Nel 2004 vince il Déjà Vu Showgirl cominciando la sua ascesa nel mondo dell'industria del porno. Viene scelta come ragazza copertina del calendario di Nightmoves per il 2005, in seguito partecipa a molte trasmissioni radiofoniche. Parlandone con i suoi genitori considera la possibilità di trasferirsi a Los Angeles per entrare nel settore adulto.
La sua ascesa nel mondo del porno avviene molto velocemente: allaccia conoscenze come Ron Jeremy. La sua prima apparizione è nel film My Bare Lady il 7 dicembre del 2006.
Nel giugno 2007 annuncia la sua aspirazione di diventare attrice. Lavora anche come spogliarellista in molti stripclub.
Nel 2008 partecipa al film Big Wet Asses 13 dove gira la sua prima scena anale che le darà il premio al AVN Award come "Best Anal Scene" l'anno successivo.
Il suo sito web rientra nel network di siti per adulti chiamato VNA Network (Vette Nation Army Network) che, oltre a lei, comprende altre 16 star: Vicky Vette, Sara Jay, Deauxma, Shanda Fay, Sophie Dee, Carmen Valentina, Charlee Chase, Gabby Quinteros, Bobbi Eden, Angelina Castro, Puma Swede, Julia Ann, Nikki Benz, Siri, Trisha Uptown e Eva Lin.
Nel 2011 annuncia il suo fidanzamento e, di conseguenza, una pausa dall'industria pornografica per concentrarsi sul matrimonio che viene immediatamente interrotta l'anno successivo con la scena Not the Love Boat XXX. Nel 2020 è stata inserita nella Hall of Fame degli AVN Awards.

## Riconoscimenti
- AVN Awards
  - 2008 – Best POV Sex Scene per Goo Girls 26[10]
  - 2009 – Best Anal Sex Scene (film) per Big Wet Asses 13 con Manuel Ferrara[11]
  - 2020 – Hall of Fame - Video Branch[12]
- XRCO Award
  - 2014 – Best Cumback[13]
  - 2021 – Hall of Fame[14]

## Filmografia

### Attrice
- About Face 2 (2005)
- Big Gulps 1 (2005)
- Buttman's Vault of Whores (2005)
- Craving Big Cocks 6 (2005)
- Cream Pie For The Straight Guy 3 (2005)
- Cum Craving Teens 2 (2005)
- Cum Stained Casting Couch 2 (2005)
- Dark Angels 2: Bloodline (2005)
- Darkside (2005)
- Double Play 3 (2005)
- Flower's Squirt Shower 2 (2005)
- Fresh New Faces 6 (2005)
- Girls Night Out 1 (2005)
- Glamour Sluts 2 (2005)
- Hellcats 8 (2005)
- Hot Bods And Tail Pipe 30 (2005)
- Innocence White Panties (2005)
- Internal Revenues (2005)
- Legal Teens (2005)
- Man's Best Friend (2005)
- More The Merrier (2005)
- Mr. Pete Is Unleashed 5 (2005)
- Mr. Pete Is Unleashed 6 (2005)
- Nut Busters (2005)
- Planting Seeds 2 (2005)
- POV Fantasy 1 (2005)
- Service Animals 19 (2005)
- Service Animals 20 (2005)
- Sex Pix (2005)
- She Bangs (2005)
- Spunk'd 2 (2005)
- Squirting 201 1 (2005)
- Stuffin Young Muffins 4 (2005)
- Swine's POV (2005)
- Watch Me Cum 1 (2005)
- Wetter The Better 2 (2005)
- Whale Tail 1 (2005)
- Young Sluts, Inc. 17 (2005)
- Your Ass is Mine 1 (II) (2005)
- Bang Boat 5 (2006)
- Barely Legal School Girls 1 (2006)
- Britney Rears 2: I Wanna Get Laid (2006)
- Chicks Gone Wild 1 (2006)
- College Wild Parties 2 (2006)
- Devinn Lane's Swingers (2006)
- Dirty Love (2006)
- Erotica XXX 11 (2006)
- Fresh Meat 21 (2006)
- Gossip (2006)
- House of Ass 4 (2006)
- Jack's Big Ass Show 3 (2006)
- Jack's POV 3 (2006)
- Jamaican Vacation (2006)
- Lesbian Seductions 7 (2006)
- Lesbian Training 4 (2006)
- Lip Lock My Cock 1 (2006)
- Missionary: Impossible (2006)
- Pick An Open Lane (2006)
- Pigtails Round Asses 1 (2006)
- Provocative (2006)
- Pussy Party 15 (2006)
- Pussy Party 18 (2006)
- Sexual Freak 1: Jesse Jane (2006)
- Sexual Multiplicity (2006)
- Sick Girls Need Sick Boys 2 (2006)
- Slut Puppies 2 (2006)
- Sunny Lane Is Built for Filth (2006)
- Toys Twats Tits (2006)
- Who's Your Daddy 8 (2006)
- Ass Appeal 5 (2007)
- Ass Parade 12 (2007)
- Bad Bad Blondes (2007)
- Barely Legal Auditions (2007)
- Big Mouthfuls 12 (2007)
- Boundaries 2 (2007)
- Brianna Love Is Buttwoman (2007)
- Bubble Butt Bonanza 12 (2007)
- Bubble Butts Galore 6 (2007)
- Diary of a Nanny 2 (2007)
- Dirty Little Stories 2 (2007)
- Do It Yourself Porn (2007)
- Erik Everhard Fucks Them All (2007)
- Every Last Drop 2 (2007)
- Evilution 3 (2007)
- Exxxtra Exxxtra (2007)
- Goo Girls 26 (2007)
- I Love Sunny (2007)
- Lesbian Tutors 3 (2007)
- Make Up (2007)
- Massive Asses 1 (2007)
- Massive Asses 2 (2007)
- No Man's Land Girlbang (2007)
- Off the Hook (2007)
- One (2007)
- POV Casting Couch 18 (2007)
- POV Cocksuckers 4 (2007)
- Pussy Party 21 (2007)
- Real Boogie Nights (2007)
- Search for the Next American Blow Job Queen 4 (2007)
- Sorority Sluts: Iota Eta Pi (2007)
- Squirt Facials (2007)
- Squirt in My Face (2007)
- Tom Byron's POV Fuck Movie (2007)
- Tribade Sorority 1 (2007)
- Tug Jobs 11 (2007)
- We Swallow 15 (2007)
- Young Cummers 4 (2007)
- All About Me 2 (2008)
- Apple Bottomz 5 (2008)
- Barely Legal All By Myself 2 (2008)
- Big Sausage Pizza 18 (2008)
- Big Teen Butts 1 (2008)
- Big Wet Asses 13 (2008)
- Cum Buckets 8 (2008)
- Curvy Cuties (2008)
- Dreams and Desires (2008)
- Erotic Femdom 3 (2008)
- Goo Girls 28 (2008)
- Hellcats 14 (2008)
- Her First Lesbian Sex 13 (2008)
- House of Ass 9 (2008)
- How to Eat Pussy Like a Champ (2008)
- I Have a Wife 2 (2008)
- Kink (2008)
- Lesbian Tutors 8 (2008)
- Love Box (2008)
- Not Bewitched XXX (2008)
- Pussy Party 24 (2008)
- Real Female Orgasms 9 (2008)
- Roller Dollz (2008)
- Screen Dreams 3 (2008)
- Sleepover (2008)
- Spring Fling (2008)
- Sunny Lane's Immoral Orals 1 (2008)
- Tennis Ballin' RXF (2008)
- Tunnel Vision 3 (2008)
- All Dressed Up (2009)
- Big Tit Cream Pie 3 (2009)
- By Appointment Only 9 (2009)
- Curvy Girls 3 (2009)
- Dirty Dancing Filthy Fucking (2009)
- Feeding Frenzy 10 (2009)
- International Cumshot in L.A. (2009)
- Justice for Raw (2009)
- King of Coochie 4 (2009)
- Magical Feet 3 (2009)
- Masturbation Nation 1 (2009)
- Masturbation Nation 3 (2009)
- Not Airplane XXX: Flight Attendants (2009)
- Not Airplane XXX: Flight Attendants (new) (2009)
- Not Airplane XXX: Flight Attendants (new) (new) (2009)
- Performers of the Year 2009 (2009)
- Pinch (2009)
- Pornstar Workout 1 (2009)
- Pussy A Go Go (2009)
- Squirt Shots (2009)
- Tribade Sorority 2 (2009)
- What Gets You Off 4 (2009)
- Women Seeking Women 58 (2009)
- 2 Chicks Same Time 8 (2010)
- Alice (2010)
- Battle Of The Asses 2 (2010)
- Big Dick Gloryholes 5 (2010)
- Boom Boom Flick 2 (2010)
- Cranked (2010)
- Creature Feature (2010)
- Hot Girls in Tight Jeans (2010)
- Hot Sex (II) (2010)
- The Human Sexipede (2010), regia di Lee Roy Myers
- Lil' Gaping Lesbians 3 (2010)
- Masturbation Nation 10 (2010)
- Masturbation Nation 9 (2010)
- My Sister's Hot Friend 20 (2010)
- Pink Pleasures (2010)
- Private Movies 51: Future Soccer Mom Sluts (2010)
- Sex And The City The XXX Parody: In Search of the Screaming O (2010)
- Strap-On Sunny (2010)
- Throated 26 (2010)
- Tribade Sorority 3 (2010)
- Until There Was You (2010)
- Appetite for Perversion (2011)
- Flying Pink Pig 1 (2011)
- Flying Pink Pig 2 (2011)
- Flying Solo (2011)
- Fuck Team 5 14 (2011)
- Group Discount (2011)
- Lesbian Lust 4 (2011)
- Not Airplane XXX: Cockpit Cuties (2011)
- Not Jennifer Lopez XXX: An American Idol (2011)
- Not Pan Am XXX (2011)
- Supergirl XXX: An Extreme Comixxx Parody (2011)
- Superstar Showdown 4: Alexis Texas vs. Sarah Vandella (2011)
- All Star Celebrity XXX: Sunny Lane (2012)
- Batgirl XXX: An Extreme Comixxx Parody (2012)
- Clean My Ass 5 (2012)
- Intimate Passions (2012)
- It's a Girl Thing 2 (2012)
- Jules Jordan: The Lost Tapes 2: POV Edition (2012)
- Parodies 2 (2012)
- Riding the Flying Pink Pig (2012)
- Sex Ed 4 (2012)
- I Need Some Alone Time (2013)
- Love Boat XXX (2013)
- Stripper 2 (2013)

### Regista
- Strap-On Sunny (2010)